# Tennis ai XVI Giochi dei piccoli stati d'Europa
Le competizioni di tennis ai XVII Giochi dei piccoli stati d'Europa si sono svolte dal 2 al 6 giugno 2015.

## Podi
| Evento              | Oro                                           | Argento                                       | Bronzo                                               |
| Singolare maschile  | Laurent Recouderc                             | Ugo Nastasi                                   | Ljubomir Celebic                                     |
| Singolare maschile  | Laurent Recouderc                             | Ugo Nastasi                                   | Matthew Asciak                                       |
| Singolare femminile | Danka Kovinić                                 | Kathinka Von Deichmann                        | Raluca Șerban                                        |
| Singolare femminile | Danka Kovinić                                 | Kathinka Von Deichmann                        | Elaine Genovese                                      |
| Doppio maschile     | Monaco Guillaume Couillard Thomas Oger        | Cipro Petros Chrysochos Sergis Kyratzis       | Lussemburgo Ugo Nastasi Mike Scheidweiler            |
| Doppio maschile     | Monaco Guillaume Couillard Thomas Oger        | Cipro Petros Chrysochos Sergis Kyratzis       | Andorra Laurent Recouderc Joan Bautista Poux Gautier |
| Doppio femminile    | Lussemburgo Eléonora Molinaro Claudine Schaul | Malta Elaine Genovese Katrina Sammut          | Non assegnato                                        |
| Doppio misto        | Cipro Raluca Șerban Petros Chrysochos         | Lussemburgo Claudine Schaul Mike Scheidweiler | Montenegro Danka Kovinić Ljubomir Celebic            |
| Doppio misto        | Cipro Raluca Șerban Petros Chrysochos         | Lussemburgo Claudine Schaul Mike Scheidweiler | Liechtenstein Kathinka Von Deichmann Vital Leuch     |